# نبرد بریتانیا
نبرد بریتانیا یکی از نبردهای جنگ جهانی دوم بود که در آن لوفت‌وافه با بمباران راهبردی اهداف نظامی و صنعتی بریتانیا قصد داشت زمینه را برای تهاجم این کشور فراهم کند.

## نبرد بریتانیا (۱۰ ژوئیه ۱۹۴۰–۳۱ اکتبر ۱۹۴۰)
نبرد بریتانیا در پی تلاش راهبردی لوفت‌وافه در طول تابستان و پاییز سال ۱۹۴۰ به منظور دستیابی به برتری هوایی در مقابل نیروی هوایی بریتانیا به وقوع پیوست.

## زمینه نبرد بریتانیا
طرح تهاجم آلمان به جزیره بریتانیا با رمز «شیر دریایی» برای اجرا در ماه سپتامبر سال ۱۹۴۰ توسط ورماخت ریخته شد. با این وجود دریاسالار کارل دونیتس در ملاقات با هیتلر تأکید کرد برتری هوایی کافی نیست و وقتی نیروی دریایی بریتانیا قدرتمند است پیاده کردن نیرو هر چند با پشتیبانی هوایی کامل به یک فاجعه سنگین برای آلمان تمام خواهد شد. به علاوه نیروی دریایی آلمان در نبرد نروژ به اندازه کافی لطمه دیده بود که شانس چنین عملیاتی که حداقل نیاز به پیاده کردن یک میلیون سرباز را داشت اندک بداند. به این دلایل هیتلر به لوفت‌وافه دستور داد تا ابتدا دست به نابودی نیروی هوایی سلطنتی و صنایع زیربنایی بریتانیا بزند و سپس نیروی دریایی سلطنتی را نابود سازد و سپس با پیاده شدن سربازان در سواحل بریتانیا آخرین دشمن نیز از پا درمی‌آمد.

## نبرد بریتانیا
آلمانی‌ها در نبرد بریتانیا سه ناوگان هوایی از پنج ناوگانشان را به کار گرفتند. ناوگان هوایی دوم تحت فرماندهی کسرلینگ، ناوگان سوم به فرماندهی اشپرله و ناوگان پنجم به فرماندهی اشتومپف. ناوگان یکم ناوگان دفاع خانگی آلمان و چهارم نیز در آفریقا و مدیترانه مستقر بود. تا تابستان ۱۹۴۰ نیروی هوایی سلطنتی دارای ۹۰۰۰ خلبان برای ۵۰۰۰ هواپیمای موجودش بود.
نبرد بریتانیا به سه دوره عمده تقسیم می‌شود: از ماه ژوئیه تا ۱۱ اوت نبرد کانال از ۱۱ اوت تا شش سپتامبر، عملیات عقاب و روزهای دیگر سپتامبر بمباران شهرهای بریتانیایی

## نبرد کانال
نبرد کانال ابتدای نبرد بریتانیا محسوب و به تلاش لوفت وافه به نابودی کاروان‌های دریایی و ناوهای جنگی بریتانیایی در بندرها گفته می‌شود. بار این حملات بر عهده بمب افکن‌های اشتوکا بود بریتانیایی‌ها که این ناوها برایشان اهمیتی حیاتی داشت شکاری‌هایشان را وارد کارزار کردند و لوفت وافه نیز به نوبه خود شکاری‌هایش را وارد میدان کرد. به هیچ ناو جنگی مهم بریتانیایی خسارت جدی وارد نشد. بندرگاه مهم انگلیسی‌ها بندر اسکاپافلوی که سیستم ضدهوایی بسیار نیرومندی داشت در نتیجه بار فشار بر روی ناوگان تجاری انگلیسی بود. با این حال حداقل پنج ناوشکن انگلیسی در اثر حملات لوفت وافه غرق شد یا آسیب دید.

## عملیات عقاب
عملیات عقاب از روز یازدهم اوت شروع شد. نخستین حمله را واحد ۲۱۰ هوایی آلمان بر ضد چهار رادار بریتانیایی انجام داد. یک رادار نابود شد اما سه رادار دیگر پس از شش ساعت دوباره فعال شدند، در نتیجه این خسارت کم لوفت وافه حملاتش را متوجه خطوط ارتباطی و رادارهای بزرگتر کرد. در ۱۵ اوت نخستین نبرد هوایی بزرگ آغاز شد. ناوگان پنجم از همه بیشتر تلفات داد و سی هواپیما که بیشتر آنها بمب افکن بودند را از دست داد، این پایان کار ناوگان پنجم بود و دیگر این ناوگان در نبرد بریتانیا شرکت نکرد، کمی بعد لوفت وافه همه حملاتش را علیه رادارهای بریتانیایی متوقف کرد چون درصد موفقیتشان بسیار پایین بود.

## حملات علیه فرودگاه‌ها
روز ۱۹ اوت گورینگ دستور داد حملات متوجه کارخانه‌ها و فرودگاه‌های بریتانیایی شود. حملات بسیار سنگین بود و از طرفی نیروی هوایی سلطنتی نیز تلفات زیادی متحمل شده بود. بریتانیایی‌ها می‌توانستند هواپیماهای از دست رفته را جبران کنند اما خلبانان با تجربه را نه از طرفی آلمانی‌ها نیز خلبان‌های زیادی را از دست دادند. تا روز ۴ اوت سی درصد مستر اشمیت های-۱۰۹ ۴۵ درصد مستر اشمیت های-۱۱۰ و ۵۰ درصد بمب افکن‌های لوفت وافه از دست رفته بودند. از ۲۳ اوت تا ششم سپتامبر انگلستان نیز ۴۴۶ جنگنده و ۱۰۳ خلبان را از دست داده بود و ۱۲۸ خلبان نیز مجروح شدند.

## بمباران شهرهای بریتانیایی
شب هفتم سپتامبر نخستین حمله توسط ۴۰۰ بمب افکن آلمانی علیه شرق لندن انجام شد. ساعت پنج بعدازظهر نخستین حمله با ۳۲۰ بمب افکن انجام شد. ساعت هشت شب موج حمله دوم شروع و سپس موج سوم تا ساعت ۵ صبح روز بعد ادامه یافت. حدود ۸۴۲ نفر کشته و ۲۳۴۷ نفر مجروح شدند. لوفت وافه ۵۷ شب پیاپی لندن را بمباران کرد و دامنه این بمباران‌ها به سایر شهرهای انگلیسی نیز کشیده شد و خردکننده‌ترین آن‌ها علیه شهر کاونتری و سپس لیورپول و منچستر بود. شب ۱۴ نوامبر کاونتری بمباران شد روز بعد لندن مورد بمباران لوفت وافه قرار گرفت.
از ۱۹ تا ۲۲ نوامبر سه حمله متوالی صورت گرفت. نزدیک هشتصد نفر دیگر در این حملات کشته و هزار نفر نیز مجروح شدند. در آخرین هفته نوامبر و آغاز ماه دسامبر فشار حملات متوجه بندرها شد. بریستول، سوت همپتون و لیورپول به سختی بمباران شدند پس از آن شهرهای صنعتی مانند پلیموث و شفیلد و منچستر و گلاسکو بمباران شدند.

## پایان نبرد
هیتلر با بمباران کردن شهرهای انگلیسی عملاً فرصت نابودی نیروی هوایی سلطنتی را از دست داد. در تمام این مدت کارگران و مردم انگلیسی دست به تعمیر پل‌ها و فرودگاه‌ها و کارخانه‌هایشان زدند و سرانجام عملیات شیر دریایی تا ۱۳ اکتبر ۱۹۴۱ و سپس برای همیشه به تعویق افتاد.

## تلفات طرفین
آنچه بایگانی‌های دو طرف پس از جنگ نشان می‌داد این بود که بین ژوئن تا سپتامبر ۱۹۴۰ نزدیک ۲۲۰۰ فروند جنگنده و بمب افکن آلمانی در ازای ۱۰۰۰ جنگنده انگلیسی از دست رفت. البته انگلیسی‌ها ۳۸۰ فروند بمب افکن و ۱۴۷ فروند هواپیمای شناسایی را نیز از دست دادند.
در بخش خلبانان نیز تلفات انگلیسی‌ها یک پنجم تلفات خلبانان آلمانی بود که دلیلش یکی استفاده بیشتر آلمانی‌ها از بمب افکن و دیگری عملیات انگلیسی‌ها در کشور خودشان بود اما در طی بمباران‌های شهری نزدیک ۲۴۰۰۰ انگلیسی کشته و بیش از ۳۲۰۰۰ نفر دیگر مجروح شدند.
به هر حال نبرد بریتانیا دو دست‌آورد مهم داشت یکی تقویت روحیه مردم بریتانیا برای ادامه جنگ و دیگری محروم شدن لوفت وافه از خلبانان ماهر و یک چهارم هواپیماهایش برای نبردهای بعدی به خصوص در آفریقا.